# Août 1935

## Événements
- Août - octobre : les forces du Royaume d'Irak matent une rébellion kurde en août puis s’en prennent en octobre à la petite communauté des Yézidis (musulmans hétérodoxes). Le gouvernement devient de plus en plus autoritaire et étouffe les mouvements d’opposition.

- 2 août : Government of India Act[1]. Le Parlement du Royaume-Uni adopte un projet constitutionnel qui ne sera que partiellement réalisé : fédération des provinces et des états princiers, une partie des pouvoirs transférée à des ministres indiens responsables, les finances et la défense restant du ressort du vice-roi. Le système de la dyarchie est supprimé dans les provinces et des ministres responsables devant les assemblées reçoivent les prérogatives des provinces.
- 3 - 10 aout : le 27e congrès mondial d’espéranto a lieu à Rome.
- 8 août : premier vol du Morane-Saulnier MS.405, prototype du MS.406.
- 12 août : premier vol du de Havilland DH.90.
- 13 août : un barrage s'effondre sur le lac d'Ortiglieto en Italie. La catastrophe fait 111 morts principalement dans la région d'Ovada[2].
- 15 août : Grand Prix automobile de Pescara.
- 17 août : dissolution des ordres francs-maçons en Allemagne.
- 21 août : le pilote français André Japy effectue dans la journée le trajet Paris - Oslo et retour (14 heures et 45 minutes de vol pour 2 880 km).
- 22 août : élection du Parti Crédit social de l'Alberta de William Aberhart élu premier ministre de l'Alberta.
- 25 août : Grand Prix automobile de Suisse.
- 29 août : Astrid, reine des Belges, se tue dans un accident de voiture près de Lucerne (Suisse).
- 31 août : naissance du stakhanovisme en Union soviétique avec la « performance » de l’ouvrier Alekseï Stakhanov.

## Naissances
- 4 août : Marc Berthier, Designer et architecte français († novembre 2022).
- 7 août : Roland Kirk, saxophoniste de jazz américain († 5 décembre 1977).
- 15 août :
  - Régine Deforges, écrivain, éditrice française († 3 avril 2014).
  - Emile Destombes, évêque catholique français, vicaire apostolique de Phnom-Penh (Cambodge) († 28 janvier 2016).
- 16 août : Joaquín Bernadó, matador espagnol.
- 18 août : Hifikepunye Pohamba, homme politique namibien.
- 19 août : Story Musgrave, astronaute américain.
- 20 août : Dulcie September, personnalité politique sud-africaine († 29 mars 1988).
- 22 août : Annie Proulx, écrivain américaine, auteur de Brokeback Mountain.
- 25 août : Hachemi Rafsandjani, président de la république islamique d'Iran († 8 janvier 2017).
- 26 août : Geraldine Ferraro, femme politique américaine, ancienne candidate à la vice-Présidence († 26 mars 2011).
- 29 août : William Friedkin, réalisateur, scénariste et producteur américain († 7 août 2023).

## Décès
- 15 août : Wiley Post, aviateur américain  (° 2 novembre 1898)
- 15 août : Will Rogers, acteur américain (° 4 novembre 1879).
- 25 août : Mack Swain, acteur et réalisateur américain (° 16 février 1876).